# Fernando Osorio
Fernando Osorio Cabello (San Antonio, 31 dicembre 1946) è un ex calciatore cileno, di ruolo attaccante.

## Carriera

### Club
Ha militato in patria nel Colo-Colo e Santiago Wanderers.

### Nazionale
Con la Nazionale cilena ha partecipato in 12 fiammiferi.